# Трансфер технологій
Трансфе́р техноло́гій (також передача технології) — процес передачі навичок, знань, технологій, методів виробництва, зразків виробництва і складових об'єктів технологій між урядами та іншими установами з метою забезпечення науково-технічного прогресу. Трансфер робить технології доступними для широкого кола користувачів, це сприяє подальшому використанню і відтворенню технологій, а також створення нових продуктів, процесів, матеріалів або послуг.
Трансфер технології — основна форма просування інновацій:
- передача патентів на винаходи;
- патентне ліцензування;
- торгівля безпатентними винаходами;
- передача технологічної документації;
- передача ноу-хау;
- передача технологічних відомостей, що супроводжують придбання чи оренду (лізинг) устаткування і машин;
- інформаційний обмін у персональних контактах на семінарах, симпозіумах, виставках тощо;
- інжиніринг;
- наукові дослідження і розробки при обміні ученими й експертами;
- проведення різними фірмами спільних розробок і досліджень;
- організація спільного виробництва;
- організація спільного підприємства.

Комерціалізацію результатів НДР[що?], розробки технологій, ноу-хау забезпечують центри передачі (трансферу) технологій.

## Законодавство України
Трансфер технології — передача технології, що оформляється шляхом укладення двостороннього або багатостороннього договору між фізичними та/або юридичними особами, яким установлюються, змінюються або припиняються майнові права і обов'язки щодо технології та/або її складових.
Згідно з українським законодавством, фізичні особи для здійснення на постійній та/або професійній основі посередницької діяльності у сфері трансферу технологій (технологічні брокери) та юридичні особи, установчим документом яких передбачено таку діяльність та до штатного розпису яких входить щонайменше один технологічний брокер, повинні пройти відповідну державну акредитацію і отримати свідоцтво про акредитацію.
Поряд із поняттям «технологічний брокер» використовується «технологічний менеджер». Різниця між ними полягає в тому, що брокер, на відміну від менеджера, потребує державної акредитації. Технологічний брокер виконує оформлення угод про трансфер технологій, розроблених за державним замовленням або виготовлених за державний кошт, у тому числі при експорті й імпорті військової техніки.
Уповноваженим державою посередником у здійсненні зовнішньоекономічної діяльності у сфері експорту та імпорту продукції і послуг військового та спеціального призначення є державна компанія «Укрспецекспорт».
Академією технологічних наук України спільно з Міністерством освіти і науки України з 2008 року реалізується проєкт «Національна мережа трансферу технологій», в основу якого було покладено пілотний проєкт «Українська мережа трансферу технологій». У рамках спільного проєкту передбачається виконання наступних завдань:
- розповсюдження «ідеї» трансферу технологій, як важливого фактору формування інноваційного середовища;
- розширення обміну інформацією між учасниками трансферу технологій (вченими, спеціалістами та менеджерами);
- створення бази даних нових технологій та її актуалізація;
- підготовка спеціалістів у сфері трансферу технологій (у тому числі технологічних брокерів) та підвищення їх кваліфікації;
- проведення оцінки нових технологій, розробка та впровадження механізмів їх комерціалізації;
- надання консультаційних послуг суб'єктам трансферу технологій;
- забезпечення взаємодії між регіональними та галузевими мережами (системами) трансферу технологій у рамках національної мережі трансферу технологій;
- забезпечення взаємодії учасників Національної мережі трансферу технологій з міжнародними мережами.